# مركز حدود الرمثا
معبر الرمثا الحدودي أو مركز درعا الحدودي هو أحد المعبرين الحدوديين بين الأردن وسوريا. يعتبر من أقدم المراكز الحدودية في الأردن ويبعد عن عمان حوالي 80 كم شمالا وتبلغ مساحة الحدود 294 دونم، كانت تسمى سابقاً في الخمسينيات من هذا القرن قسم جوازات الرمثا ومقره ضمن مدينة الرمثا إلا انه في عام 1971 جرى نقله إلى موقعه الحالي وأطلق عليه مركز حدود الرمثا وفي نهاية عام 1978 جرى تعديل التسمية لتصبح مديرية حدود الرمثا.